# Thomas Mienniel
Thomas Mienniel, né le 24 novembre 1980 à Amiens, est un footballeur français qui joue au poste de défenseur central. Après une carrière professionnelle en Ligue 2 et National, il devient entraîneur de l'Olympique Novais en Provence.

## Carrière
Thomas Mienniel a été formé à l'Amiens SC, le club principal de sa ville natale, où il signe son premier contrat professionnel et intègre l'équipe première à 18 ans. De 1999 à 2001, il dispute quelques matchs de Division 2 et de National avec son club formateur.
En 2001, il rejoint le Tours FC en CFA et devient rapidement titulaire. Lors de la saison 2003-2004, passée en National, il dispute 35 matchs et attire l'œil des recruteurs du Stade lavallois. Il s'engage alors en faveur des mayennais en Ligue 2 avec qui il reste trois saisons, dont la dernière passée en National. Pour la saison 2006-2007 il est l'un des deux délégués syndicaux de l'UNFP au sein du Stade lavallois. Il occupe de nouveau cette fonction à Amiens en 2012.
En 2007, Mienniel signe à Clermont Foot en Ligue 2. Il participe à une cinquantaine de rencontres durant les deux années qu'il passe en Auvergne, puis s'engage avec le SCO Angers en 2009 en Ligue 2.
Pour la saison 2010-2011, il est prêté à l'Amiens SC, son club formateur. De retour dans le club de ses débuts, il est nommé capitaine de l'équipe et dispute l'intégralité des 40 rencontres de championnat. Promu avec le club en Ligue 2, il y est définitivement transféré pour la saison 2011-2012.
Il termine sa carrière comme joueur puis entraîneur de l'Olympique Novais, dans les Bouches-du-Rhône, où il se rapproche de sa famille.

### Reconversion
Après sa carrière de footballeur professionnel, il lance une société de CV vidéo à destination des footballeurs, qui reçoit en 2015 le Onze d'or de l'initiative, décerné par le magazine Onze Mondial.

## Palmarès
- Amiens SC :
  - Finaliste de la Coupe de France : 2001

## Statistiques
Le tableau ci-dessous résume les statistiques en matches officiels de Thomas Mienniel durant sa carrière de joueur.
| Saison                | Club                  | Championnat           | Championnat | Championnat | Coupe(s) nationale(s) | Coupe(s) nationale(s) | Total | Total |
| Saison                | Club                  | Division              | M.          | B.          | M.                    | B.                    | M.    | B.    |
| 1999-2000             | Amiens SC             | 2                     | 3           | 0           | 0                     | 0                     | 3     | 0     |
| 2000-2001             | Amiens SC             | 3                     | 5           | 0           | 0                     | 0                     | 5     | 0     |
| Sous-total            | Sous-total            | Sous-total            | 8           | 0           | 0                     | 0                     | 8     | 0     |
| 2001-2002             | Tours FC              | 4                     | 30          | 4           | 0                     | 0                     | 30    | 4     |
| 2002-2003             | Tours FC              | 4                     | 32          | 1           | 0                     | 0                     | 32    | 1     |
| 2003-2004             | Tours FC              | 3                     | 35          | 4           | 1                     | 0                     | 36    | 4     |
| Sous-total            | Sous-total            | Sous-total            | 97          | 9           | 1                     | 0                     | 98    | 9     |
| 2004-2005             | Stade lavallois       | 2                     | 34          | 1           | 2                     | 0                     | 36    | 1     |
| 2005-2006             | Stade lavallois       | 2                     | 30          | 1           | 1                     | 0                     | 31    | 1     |
| 2006-2007             | Stade lavallois       | 3                     | 34          | 4           | 5                     | 1                     | 39    | 5     |
| Sous-total            | Sous-total            | Sous-total            | 98          | 6           | 8                     | 1                     | 106   | 7     |
| 2007-2008             | Clermont Foot         | 2                     | 17          | 0           | 3                     | 0                     | 20    | 0     |
| 2008-2009             | Clermont Foot         | 2                     | 35          | 3           | 3                     | 0                     | 38    | 3     |
| Sous-total            | Sous-total            | Sous-total            | 52          | 3           | 6                     | 0                     | 58    | 3     |
| 2009-2010             | SCO Angers            | 2                     | 31          | 1           | 5                     | 0                     | 36    | 1     |
| Sous-total            | Sous-total            | Sous-total            | 31          | 1           | 5                     | 0                     | 36    | 1     |
| 2010-2011             | Amiens SC (prêt)      | 3                     | 40          | 3           | 6                     | 0                     | 46    | 3     |
| 2011-2012             | Amiens SC             | 2                     | 35          | 0           | 3                     | 0                     | 38    | 0     |
| 2012-2013             | Amiens SC             | 3                     | 21          | 2           | 3                     | 0                     | 24    | 2     |
| Sous-total            | Sous-total            | Sous-total            | 96          | 5           | 12                    | 0                     | 108   | 5     |
| Total sur la carrière | Total sur la carrière | Total sur la carrière | 382         | 24          | 32                    | 1                     | 414   | 25    |